# Synagoge Puszkina-Straße (Brzesko)
Koordinaten: 49° 58′ 8,8″ N, 20° 36′ 26,3″ O

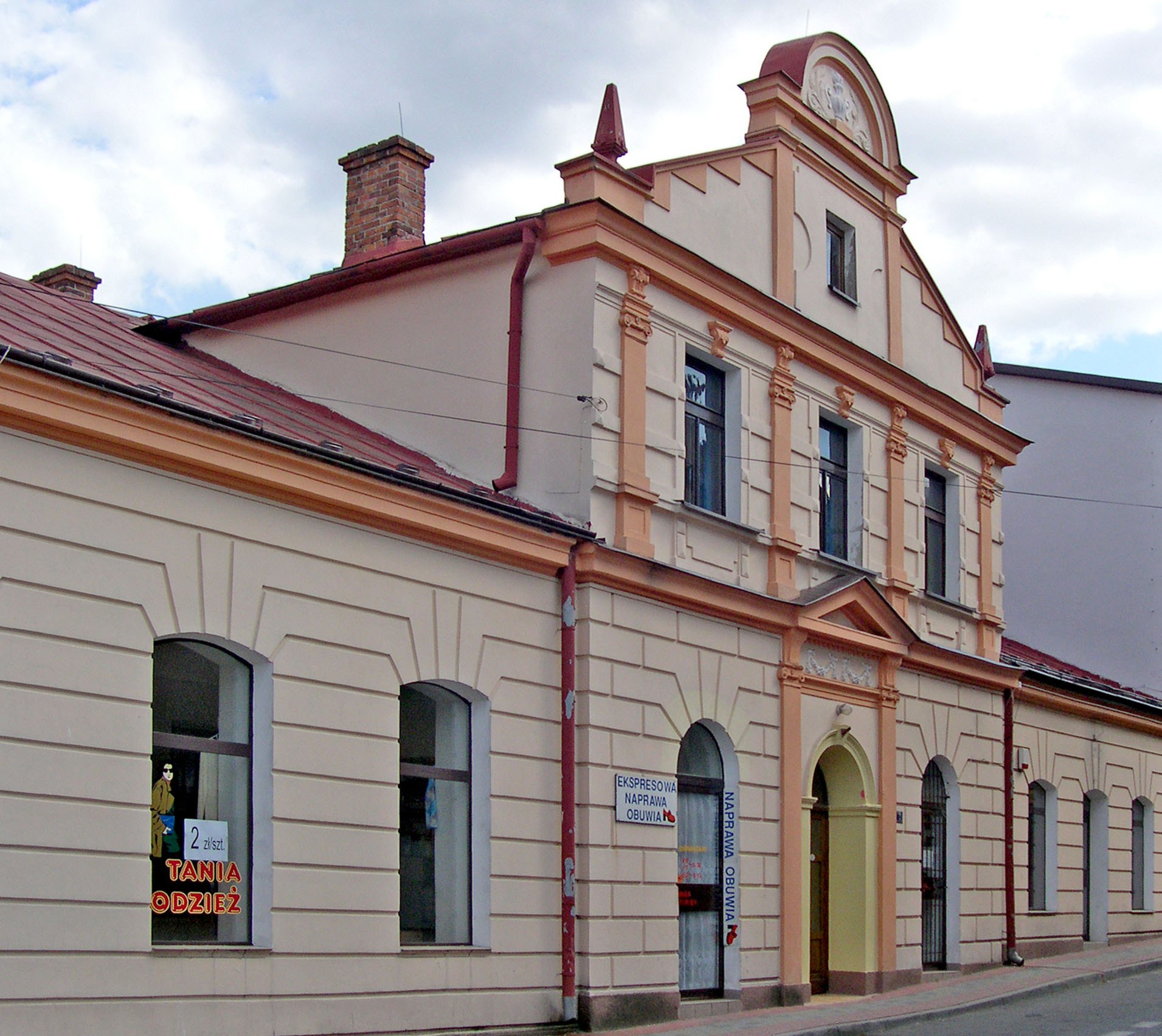
Synagoge in Brzesko

Die Synagoge an der Puszkin-Straße von Brzesko, einer Stadt im Süden Polens in der Woiwodschaft Kleinpolen, wurde 1904 errichtet. Die profanierte Synagoge wird heute als Stadtbibliothek genutzt.